# Харпер, Дилан
Дилан Харпер (англ. Dylan Harper; род. 2 марта 2006, Франклин-Лейкс, Нью-Джерси, США) — американский баскетболист, представляющий команду Сан‑Антонио Спёрс. Выступает на позициях разыгрывающего и атакующего защитника.

## Ранние годы

### Детство
Родился в семье тренера, бывшей баскетболистки NCAA Марии Пизарро и Рона Харпера, 5-кратного чемпиона НБА в составе Чикаго Буллз и Лос-Анджелес Лейкерс. Родители расстались, когда Дилану было 6 лет, и именно мать взяла на себя ответственность за воспитание и спортивное развитие ребенка. Мария начала самостоятельно тренировать сына с 1 класса и продолжала вплоть до выпускного года в школе Don Bosco Preparatory High School (Рамси, Нью-Джерси), где работала ассистентом тренера команды мальчиков. По словам Дилана, главная установка матери звучала просто: «Думай только об игре — всё остальное я возьму на себя». Это позволяло ему полностью сосредоточиться на тренировках и развитии.
Будучи ребенком, Дилану запрещалось бросать дальние и средние броски, поскольку Мария считала, что в раннем возрасте это вырабатывает плохие привычки и неправильную механику броска. Это заставило его учиться искать пути к кольцу, играть агрессивно, преодолевать защиту, а также тренировать тело и координацию.
Школьный период отметился для Дилана Харпера большим количеством достижений и наград. В 2024 году он сыграл в рамках McDonald’s All-American Boys Game — самом престижном ежегодном событии для лучших выпускников школ США. В игре он набрал 22 очка, 6 подборов и 5 передач, став одним из самых результативных игроков встречи и разделив звание MVP вместе с Айзеей Коллиером.

### Выступление в NCAA
После окончания школы Дилан перешел в команду Ратгерского университета, приняв решение играть перед семьёй и друзьями в Нью-Джерси. Ранее о своем переходе в этот университет также заявил один из главных талантов набора Эйс Бэйли — они давно играли вместе в школьных сборных и юношеской сборной США и хорошо друг друга знали. Их дуэт помог команде собрать одну из самых звёздных групп первокурсников за всю историю программы.
За единственный сезон в NCAA Харпер провёл 29 матчей, набирая в среднем 19,4 очка, 4,6 подбора, 4,0 передачи и 1,4 перехвата за игру при 48,4 % реализации бросков с игры и 33,3 % — из-за дуги, а также установил рекорд университета по числу очков среди новичков — 564. Он был включён в сборную лучших новичков конференции, получил место в третьей символической сборной по версии журналистов и упоминание от тренеров. Его признали одним из лучших новичков страны — он трижды становился Big Ten Freshman of the Week, а также попал в число Honorable Mention All‑American по версии Ассошиэйтед Пресс. Дилан стал лидером команды как по очкам, так и по передачам, доказав готовность к профессиональному уровню.
По итогам сезона объявил об участии в драфте НБА. Профильные медиа сравнивали его стиль с игрой габаритных и техничных защитников, таких как Кейд Каннингем, Джеймс Харден и Шэй Гилджес-Александер.

## Профессиональная карьера
На драфте НБА 25 июня 2025 года выбран под 2-м номером командой Сан‑Антонио Спёрс. Единственным, кто оказался выше в списке, стал форвард Купер Флэгг из Дьюка, которого аналитики часто ставили в один ряд с Леброном Джеймсом, Зайоном Уильямсоном и Виктором Вембаньямой как одного из самых ярких проспектов своего поколения. На пресс-конференции Харпер поблагодарил свою мать, сказав: «Она — самое дорогое, что у меня есть».

## Личная жизнь
Старший брат Дилана — Рон Харпер-младший, также игрок НБА, ранее выступал за Ратгерский университет.